# Араповка (Сурский район)
Араповка — село в Сурском районе Ульяновской области, входит в состав Хмелёвского сельского поселения.

## География
Находится на расстоянии примерно 12 километров по прямой на северо-запад от районного центра поселка Сурское.

## История
Основано в 1663 году помещиком Т. Ф. Араповым, который получил поместную землю из «дикого поля». В 1677 году Семён Иванович Пазухин женился на дочери Арапова — Василисе и получил в приданое села Араповку и Засарье. Семья Пазухиных владела селом до революции. Первая церковь была построена в 1692 году.
В 1757 году прихожанами был построен деревянный храм, а в 1894 году ими же перестроен. Престол в нем — во имя Святителя и Чудотворца Николая. В селе второклассная церковно-приходская школа, существует с 1896 г., помещается в собственном здании.
В 1780 году, при создании Симбирского наместничества, село Араповка, при речке Промзе, помещичьих крестьян, вошло в состав Алатырского уезда.
В 1859 году село Араповка во 2-м стане Алатырского уезда Симбирской губернии.
В 1913 году в селе было дворов 116, жителей 735, Николаевская церковь (деревянная, построена в 1895 году), не сохранилась.  
В начале 1930 года образовалось коллективное хозяйство Бар-Слободской сельхозкомбинат имени Сырцова. В 1931 году был организован колхоз «Память Ильича».
В годы Великой Отечественной войны из Араповки ушли на фронт более двухсот человек, погибло около 80 человек.
В 1954 году был создан колхоз «Дружба» на базе двух сел — Араповки и Цыповки. 
В 1979 году в колхоз «Дружба» входили населенные пункты — Араповка, Цыповка, Ольховка с центральной усадьбой в с. Араповка.
В 1981 году в с. Араповка был образован сельсовет.
В поздние советские годы центр колхоза «Дружба».

## Население
Население составляло 255 человек в 2002 году (русские 99%), 212 по переписи 2010 года.

## Инфраструктура
СДК, библиотека, почта, магазин, школа, ФАП, администрация Араповского отделения Хмелёвского сельского поселения. СПК «Дружба». В 2006 году началась газификация села.

## Достопримечательности
Памятник погибшим воинам (1990 г.).